# Prix Félix-Leclerc de la chanson
Pour les articles homonymes, voir Félix Leclerc (homonymie) et prix Félix-Leclerc.
 (juillet 2024).
La mise en forme du texte ne suit pas les recommandations de Wikipédia : il faut le « wikifier ».
Les points d'amélioration suivants sont les cas les plus fréquents. Le détail des points à revoir est peut-être précisé sur la page de discussion.
- Les titres sont pré-formatés par le logiciel. Ils ne sont ni en capitales, ni en gras.
- Le texte ne doit pas être écrit en capitales (les noms de famille non plus), ni en gras, ni en italique, ni en « petit »…
- Le gras n'est utilisé que pour surligner le titre de l'article dans l'introduction, une seule fois.
- L'italique est rarement utilisé : mots en langue étrangère, titres d'œuvres, noms de bateaux, etc.
- Les citations ne sont pas en italique mais en corps de texte normal. Elles sont entourées par des guillemets français : « et ».
- Les listes à puces sont à éviter, des paragraphes rédigés étant largement préférés. Les tableaux sont à réserver à la présentation de données structurées (résultats, etc.).
- Les appels de note de bas de page (petits chiffres en exposant, introduits par l'outil «  Source ») sont à placer entre la fin de phrase et le point final[comme ça].
- Les liens internes (vers d'autres articles de Wikipédia) sont à choisir avec parcimonie. Créez des liens vers des articles approfondissant le sujet. Les termes génériques sans rapport avec le sujet sont à éviter, ainsi que les répétitions de liens vers un même terme.
- Les liens externes sont à placer uniquement dans une section « Liens externes », à la fin de l'article. Ces liens sont à choisir avec parcimonie suivant les règles définies. Si un lien sert de source à l'article, son insertion dans le texte est à faire par les notes de bas de page.
- La présentation des références doit suivre les conventions bibliographiques. Il est recommandé d'utiliser les modèles {{Ouvrage}}, {{Chapitre}}, {{Article}}, {{Lien web}} et/ou {{Bibliographie}}. Le mode d'édition visuel peut mettre en forme automatiquement les références.
- Insérer une infobox (cadre d'informations à droite) n'est pas obligatoire pour parachever la mise en page.

Pour une aide détaillée, merci de consulter Aide:Wikification.
Si vous pensez que ces points ont été résolus, vous pouvez retirer ce bandeau et améliorer la mise en forme d'un autre article.
Le Prix Félix-Leclerc de la chanson est une récompense québécoise créée en 1996, ayant pour but revendiqué d’apporter un soutien au développement de la carrière de jeunes artistes québécois et français de la relève œuvrant dans le domaine de la chanson francophone.

## Information sur le prix
Le Prix Félix-Leclerc est donné à un récipiendaire québécois et à un récipiendaire français. La partie québécoise du Prix est remise annuellement dans le cadre des Francofolies de Montréal et la partie française du Prix est remise annuellement dans le cadre des Francofolies de La Rochelle.
Le Prix est mis en place à l’initiative de la Fondation Félix Leclerc et reçoit le soutien et la collaboration de : 
- Les Éditions Raoul Breton (éditeur de Félix Leclerc en France)

- Le Groupe Éditorial Musinfo Inc. (éditeur de Félix Leclerc au Québec)

- Les Francofolies de La Rochelle

- Les Francofolies de Montréal

- L’OFQJ (Office franco-québécois pour la jeunesse)

- La Sacem

- La Socan

## Les critères d’éligibilité au prix
- avoir entre 18 et 35 ans ;
- participer à la programmation des spectacles intérieurs ou extérieurs des Francofolies de Montréal  (Québec) ou du Sentier des Halles de Paris (France) ;
- être auteur-compositeur-interprète (individuel ou en groupe) ;
- avoir enregistré au moins un album ou un disque compact à son actif ;
- être québécois ou français ;
- posséder un répertoire majoritairement francophone ;
- posséder un répertoire composé d'au moins 60 % de pièces originales écrites par l'artiste ou le groupe.

## Les critères de sélection des gagnants
- Originalité et qualité des textes et de la musique ;
- Pertinence de la démarche créative de l'artiste ;
- Maîtrise de la scène et qualité d'interprétation ;
- Potentiel de développement d'une carrière nationale et internationale ;
- Contribution au renouvellement de la chanson francophone.

## Le prix
Pour le lauréat québécois : le Prix Félix Leclerc prendra la forme :
- Une bourse de 1 500$ de la SOCAN

- Une bourse de 1 500$ du Groupe Éditorial Musinfo, éditeur québécois d’une partie du catalogue de Félix-Leclerc;
- Une bourse de 10 000$ remis par CKOI;
- Une invitation à participer aux Francofolies de La Rochelle;
- Un accompagnement par le Chantier des Francos en amont à son passage aux Francofolies de La Rochelle.

Pour le lauréat français : le Prix Félix Leclerc prendra la forme : 
- Une bourse de 2500$ Canadiens remis par la Fondation Félix Leclerc avec le soutien de la Sacem.
- Une bourse de 2500$ Canadiens et un disque de Félix Leclerc remis par l’éditeur français de Félix Leclerc, les Editions Raoul Breton.
- Une bourse de soutien aux artistes et musiciens français, âgés de 18 à 35 ans, accompagnant le lauréat du prix Felix Leclerc, à hauteur de 5 soutiens maximum d’un montant de 400 euros chacun, offert par l’Office franco-québécois pour la jeunesse
- Une programmation sur les Francofolies de Montréal à l’occasion du festival 2019.

## Les lauréats et les lauréates

### Au Québec
- 1996 : Marie-Jo Thério
- 1997 : Sylvie Paquette
- 1998 : Les Lili Fatale
- 1999 : Mara Tremblay
- 2000 : Daniel Boucher
- 2001 : Loco Locass
- 2002 : Stefie Shock
- 2003 : Yann Perreau
- 2004 : Pierre Lapointe
- 2005 : Vincent Vallières
- 2006 : Karkwa
- 2007 : Thomas Hellman
- 2008 : Catherine Major
- 2009 : Alexandre Désilets
- 2010 : Damien Robitaille
- 2011 : Bernard Adamus
- 2012 : Marie-Pierre Arthur
- 2013 : Karim Ouellet
- 2014 : Philémon Cimon
- 2015 : Salomé Leclerc
- 2016 : Safia Nolin
- 2017 : Klô Pelgag
- 2018 : Hubert Lenoir[2]
- 2019 : Les Louanges
- 2021 : Calamine
- 2022 : Thierry Larose
- 2023 : Ariane Roy[3]
- 2024 : Lou-Adriane Cassidy[4]

### En France
- 1996 : Pascal Mathieu
- 1997 : Clarika
- 1998 : -M- (Matthieu Chedid)
- 1999 : Rachel des Bois
- 2000 : Mickey 3D
- 2001 : Miro
- 2002 : Bertrand Louis
- 2003 : Fred
- 2004 : Amélie-les-crayons
- 2005 : Nicolas Jules
- 2006 : Agnès Bihl
- 2007 : Mell
- 2008 : Imbert Imbert
- 2009 : Alexis HK
- 2010 : Robin Leduc
- 2011 : L
- 2012 : Ben Mazué
- 2013 : Hippocampe Fou
- 2014 : Feu! Chatterton
- 2015 : Radio Elvis
- 2016 : Nord
- 2017 : Juliette Armanet
- 2018 : Foé
- 2019 : Cléa Vincent [5]
- 2021 : Elia[6]
- 2022 : Zinée[6]
- 2023 : Martin Luminet[7]
- 2024 : Clara Ysé